# Ella Wyllie
Ella Wyllie (1 september 2002) is een wielrenster uit Nieuw-Zeeland die sinds 2024 voor de Australische wielerploeg Liv AlUla Jayco rijdt. In 2022 kwam ze uit voor de Nederlandse ploeg Parkhotel Valkenburg en in 2023 voor het Britse Lifeplus Wahoo. In 2024 werd ze Nieuw-Zeelands kampioen op de weg.

## Palmares

### Overwinningen
2019
 Oceanisch kampioen op de weg, junioren
 Nieuw-Zeelands kampioen tijdrijden, junioren
2022
Bergklassement Watersley Women's Challenge
2023
Jongerenklassement Ronde van het Baskenland
2024
 Nieuw-Zeelands kampioen tijdrijden, u23
 Nieuw-Zeelands kampioen op de weg, elite
Jongenklassement Ronde van het Baskenland
3e etappe Ronde van Andalusië

## Resultaten in voornaamste wedstrijden
| Jaar | Ronde van Italië | Ronde van Frankrijk | Ronde van Spanje |
| ---- | ---------------- | ------------------- | ---------------- |
| 2022 |                  |                     |                  |
| 2023 |                  | 16e                 |                  |
| 2024 | 40e              |                     |                  |
| 2025 |                  | 12e                 |                  |

| Jaar | Amstel Gold Race | Luik-Bast.‑Luik | Waalse Pijl | Brabantse Pijl |  | WK op de weg |
| ---- | ---------------- | --------------- | ----------- | -------------- |  | ------------ |
| 2022 |                  |                 |             |                |  | 40e          |
| 2023 | 83e              | 40e             | 27e         | 43e            |  | 51e          |
| 2024 | 52e              |                 |             |                |  |              |
| 2025 |                  |                 |             |                |  |              |

## Ploegen
- 2022 –  Parkhotel Valkenburg
- 2023 –  Lifeplus Wahoo
- 2024 –  Liv AlUla Jayco
- 2025 –  Liv AlUla Jayco

Van Bokhoven · Bos · Bredewold · Frain (vanaf 6/7) · De Gast · Gerritse · Van Haaften · De Jong (tot 15/7) · Limpens · Markus · Nooijen · A. van Rooijen · S. van Rooijen · Schoens · Vanhove · Van der Wolf · Wyllie (vanaf 12/8)
Grinczer (vanaf 1/7) · Harris · King · Laurance · Leech · Novolodskaya (tot 1/7) · Richardson · Rysz · Söderqvist · Tacey · Vigié · Van der Wolf · Wyllie
Andersson · Baker · Campbell · García · Gåskjenn · Howe · Korevaar · Manly · Pate · Paternoster · Roseman-Gannon · Smulders · Ton · Trevisi · Wyllie · Žigart
Andersson · Baker · García · van der Hulst · Korevaar · Pate · Paternoster · Roseman-Gannon · Smulders · Talbot · Ton · Trevisi · Trinca Colonel · Wyllie